# 伍侯塔
伍侯塔，位于中国河北省保定市顺平县伍侯村，为保定市顺平县的一个全国重点文物保护单位，类型为古建筑，公布时间为2013年5月。
伍侯塔的历史年代为辽代。